# Procornitermes
Procornitermes es un género de termitas  perteneciente a la familia Termitidae que tiene las siguientes especies:

## Especies
1. Procornitermes araujoi
2. Procornitermes lespesii
3. Procornitermes romani
4. Procornitermes striatus
5. Procornitermes triacifer